# Weberstraße 49 (Quedlinburg)

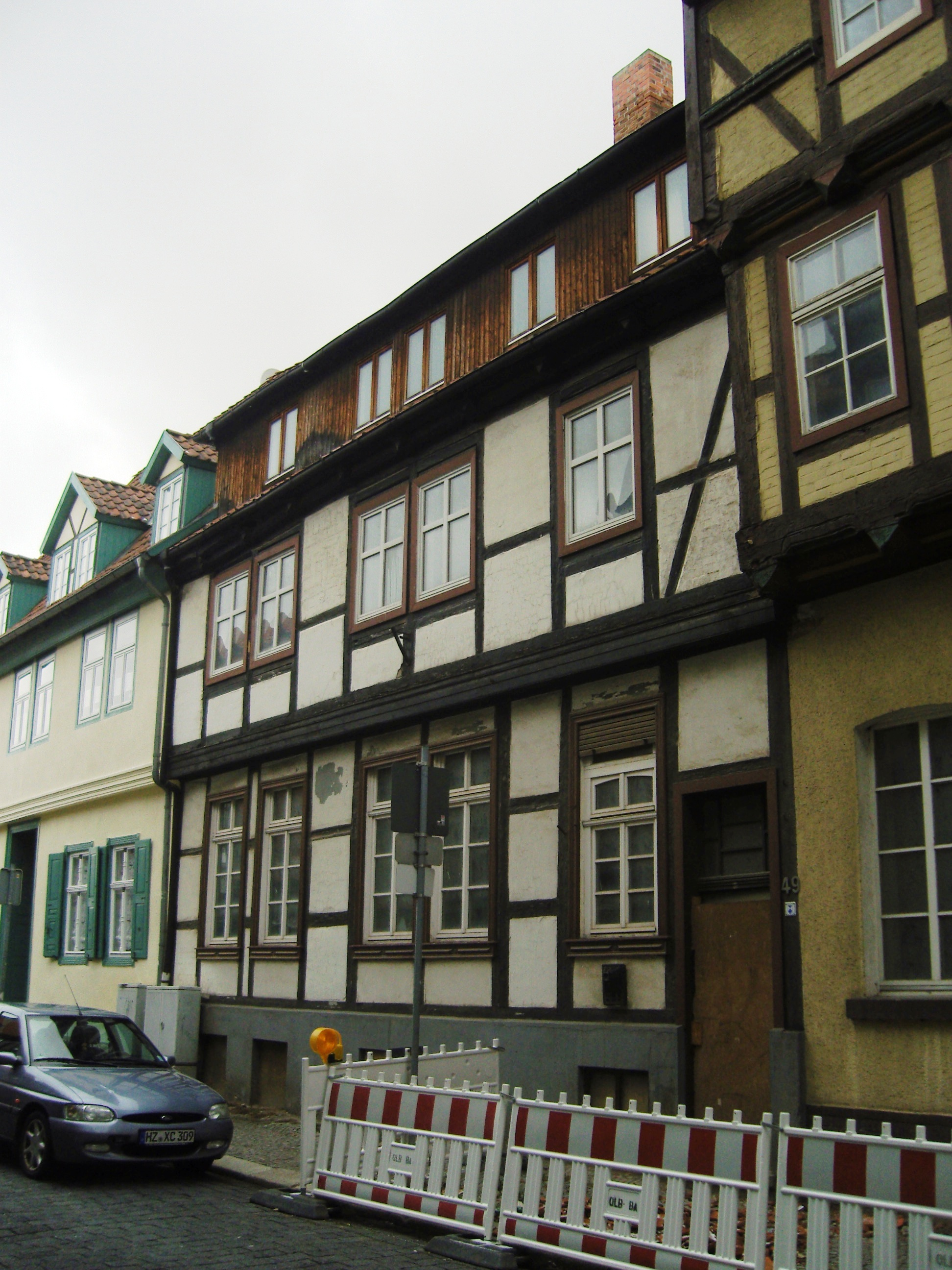
Haus Weberstraße 49

Das Haus Weberstraße 49 ist ein denkmalgeschütztes Gebäude in der Stadt Quedlinburg in Sachsen-Anhalt.

## Lage
Es befindet sich im nördlichen Teil der historischen Quedlinburger Neustadt und gehört zum UNESCO-Weltkulturerbe. Im Quedlinburger Denkmalverzeichnis ist es als Wohnhaus eingetragen. Nördlich grenzt das gleichfalls denkmalgeschützte Haus Weberstraße 48 an.

## Architektur und Geschichte
Das zweigeschossige Fachwerkhaus entstand in der Zeit um 1750. Das Fachwerk verfügt über einen sogenannten Ständerrhythmus. Darüber hinaus findet sich eine Profilbohle. Um 1900 erfolgte ein Umbau des Gebäudes.